# Christoph Brandner
Christoph Brandner (* 5. Juli 1975 in Bruck an der Mur) ist ein ehemaliger österreichischer Eishockeyspieler und derzeitiger -trainer, der beim Klagenfurter AC im Nachwuchsbereich tätig ist. Brandner war der erste österreichische Feldspieler, der ein Spiel in der National Hockey League bestritt, und gleichzeitig auch der erste Österreicher, dem ein Torerfolg in der NHL gelang.

## Vereinskarriere
Brandners Karriere begann beim Kapfenberger SV. Von dort ging es weiter zum EC KAC, mit dem er im Jahr 2000 Österreichischer Meister wurde. Danach wechselte er in die Deutsche Eishockey Liga zu den Krefeld Pinguinen. Brandner wurde von den Minnesota Wild beim NHL Entry Draft 2002 an 237. Position ausgewählt, blieb aber noch eine Saison bei den Pinguinen. In der Saison 2002/03 wurde er mit ihnen Deutscher Meister. Außerdem wurde er Torschützenkönig, DEL-Spieler des Jahres und für das All-Star-Game nominiert.
Nach diesem Erfolgserlebnis stieg Brandner aus dem bereits unterschriebenen Vertrag für die kommende Saison bei den Kölner Haien aus und wechselte in die NHL zu den Minnesota Wild. Nachdem er sich in den Trainingscamps des Teams für die Kampfmannschaft qualifiziert hatte, bestritt er in der Saison 2003/04 35 Spiele, ehe er zum Farmteam Houston Aeros, die in der American Hockey League spielten, geschickt wurde. In seinen 35 NHL-Spielen erzielte er vier Tore und fünf Assists.
Für die Saison 2005/06 unterschrieb er einen Einjahresvertrag bei Södertälje SK aus der höchsten schwedischen Spielklasse, der Elitserien. Zur Saison 2006/07 konnten ihn die Verantwortlichen der Hamburg Freezers von einem erneuten Engagement in der Deutschen Eishockey Liga überzeugen. In seiner Hamburger Zeit wurde er 2007 zum zweiten Mal für das DEG-All-Star-Game nominiert. Ab der Spielzeit 2008/09 bis zu seinem Karriereende im Frühjahr 2012 war Brandner wieder beim KAC engagiert, mit dem er 2009 seinen zweiten österreichischen Meistertitel errang.

### International
Im Juniorenbereich nahm Bradner mit dem österreichischen Nachwuchs zunächst an der U18-B-Europameisterschaft 1993 teil. Mit der U20-Auswahl spielte er bei den B-Weltmeisterschaften 1993, 1994, als er zum besten Spieler seiner Mannschaft gewählt wurde, und 1995.
Christoph Brandner, der beim 4:3-Erfolg im Freundschaftsspiel gegen die Slowakei im italienischen Asiago in der A-Nationalmannschaft debütierte, bestritt über 100 Spiele für das österreichische Nationalteam. Er nahm für Österreich zunächst an der B-Weltmeisterschaft 1997 und den A-Weltmeisterschaften 1998 und 1999 teil. Nach der Umstellung auf das heutige Divisionensystem spielte er mit der Mannschaft aus dem Alpenland bei den Weltmeisterschaften 2000, 2001, 2002 und 2003 in der Top-Division sowie 2008 in der Division I. Zudem vertrat er seine Farben bei der Olympiaqualifikation für die Olympischen Winterspiele 2002 sowie bei den Winterspielen 1998 in Nagano und 2002 in Salt Lake City. Nach der Weltmeisterschaft der Division I 2008 in Innsbruck beendete er seine Nationalmannschaftskarriere.

### Trainerkarriere
Brandner arbeitete in der Saison 2013/2014 zunächst als Assistenztrainer bei der österreichischen U20-Eishockeynationalmannschaft und wurde ab April 2014 in gleicher Funktion bei der A-Nationalmannschaft tätig. Im September 2014 gab der Klagenfurter AC bekannt, dass Brandner zur Saison 2014/15 die Mannschaften im Nachwuchsbereich des Vereins als Individualtrainer (sog. Skills Coach) betreut.

## Erfolge und Auszeichnungen
- 1997 Aufstieg in die A-Gruppe bei der B-Weltmeisterschaft
- 2000 Österreichischer Meister mit dem Klagenfurter AC
- 2003 Teilnahme am DEL All-Star Game
- 2003 Deutscher Meister mit den Krefeld Pinguinen
- 2003 Torschützenkönig und DEL-Spieler des Jahres
- 2007 Teilnahme am DEL All-Star Game
- 2008 Aufstieg in die Top-Division bei der Weltmeisterschaft der Division I, Gruppe A
- 2009 Österreichischer Meister mit dem Klagenfurter AC

## Karrierestatistik
(Legende zur Spielerstatistik: Sp oder GP = absolvierte Spiele; T oder G = erzielte Tore; V oder A = erzielte Assists; Pkt oder Pts = erzielte Scorerpunkte; SM oder PIM = erhaltene Strafminuten; +/− = Plus/Minus-Bilanz; PP = erzielte Überzahltore; SH = erzielte Unterzahltore; GW = erzielte Siegtore; 1 Play-downs/Relegation; Kursiv: Statistik nicht vollständig)